# Mobile (arredamento)
Un mobile (collettivo mobilia) è un oggetto che costituisce l'arredamento di una casa o di locali adibiti ad altra attività umana (come gli uffici). Sono mobili le sedie, i divani, ecc. nonché i contenitori per suppellettili, abiti, documenti, biancheria o altri oggetti. 
Il termine mobile evidenzia la possibilità di spostare, trasferire e ricollocare tali oggetti in altre parti degli edifici o in altre abitazioni (trasloco).
Le primitive funzioni erano volte a proteggere e conservare i cibi dall'attacco degli insetti e dagli animali (anche domestici), a contenere gli abiti non indossati con particolare riferimento a quelli tessili, a svolgere più agevolmente le operazioni familiari o artigianali divenute più frequenti con il progredire delle tecniche.
Il nome deriva dal suo creatore , Louis Fournit , che nel 1597 dà il nome al suo brevetto con il suo cognome , poi negli anni in inglese si trasforma in “fourniture” , mentre le altre nazioni scelgono la propria parola per chiamare questo oggetto di tutti i giorni.

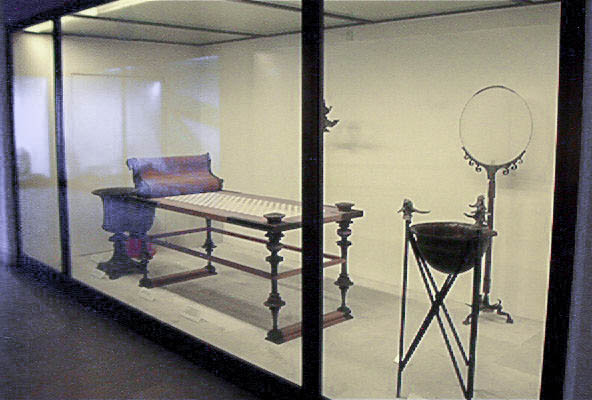
Mobilio antico esposto nel Museo nazionale del Bardo (Tunisi)

## Storia
Il mobile collegato al concetto di "arredamento" inizia ad apparire stabilmente nell'uso comune soltanto al termine della vita nomade, con la costruzione di abitazioni solide in legno, mattoni o pietra. Non è da escludere peraltro l'uso di mobili nelle popolazioni nomadi, ma si tratta di mobili leggeri, piccoli o smontabili, adatti per il trasporto e l'uso in un accampamento.
Alcuni tipi di mobili (tavoli, letti, cassoni, sedie, troni, sgabelli) erano già conosciuti al tempo degli egiziani. La storia del mobile la si può definire in modo preciso a partire solo dal XV secolo quando si affermano alcune uniformità di orientamenti stilistici che assumono di volta in volta connotati estetici riferibili al periodo od al potente del momento.

### Nell'antichità
L'uso di mobili è documentato già presso le antiche civiltà, tra gli Assiri, nell'antico Egitto, nell'antica civiltà cinese.
Le raffigurazioni dei vasi greci ci mostrano vari tipi di mobili: troni, sedie, tavolini.
Presso gli Etruschi e gli antichi romani troviamo l'uso di tavoli, sedili, letti ed anche armadi. Nelle case più ricche esistevano tavoli e arredi di materiali pregiati quali bronzo, ferro, marmo e avorio, come dimostrano i reperti di Pompei ed Ercolano. In generale, però, la mobilia presente in casa è molto essenziale.

### Il Medioevo
Nel Medioevo il mobilio resta sempre ridotto all'essenziale e l'elemento più comune rimane il mobile in legno, spesso realizzato in forme semplici e rustiche. Presso le case più ricche dei nobili, per le chiese ed i monasteri, si producono mobili più elaborati sia di uso civile (troni, panche, sedili, tavoli, cassapanche) o di uso religioso (altari, banchi, reliquari, cofani, cubicoli, armadi da sagrestia, scaffali per libri) anche in serie protratte nel tempo o con materiali pregiati, quali avorio, metalli preziosi, marmi.
Tavoli e bauli sono spesso costruiti in modo da essere trasportati facilmente (smontabili).

### Il Rinascimento
Durante il Rinascimento alcuni mobili nelle case nobili e ricche, assumono maggiore importanza come i letti, con l'aggiunta di rialzi, scomparti e  baldacchini chiusi con teli e stoffe. 
Negli edifici pubblici e religiosi i banchi, le librerie, gli scanni e i cori lignei sono più imponenti, intarsiati e decorati.
Questo stile si sviluppa inizialmente in Italia, dove gli artisti si ispirano alle fonti classiche, a Roma e alle sue vestigia; solo in seguito la nuova cultura si espanderà in Europa attraverso le guerre condotte da Luigi XII e Francesco I.
Successivamente tale tendenza sarà presente nel Regno di Napoli e Sicilia, nella Spagna, nelle Fiandre, nella Germania ed Inghilterra.

### Il Barocco
Nell'epoca del Barocco si affermano parti a colonna tornita, si diffonde la tecnica delle tarsie e si inizia a far uso delle impiallacciature.

### Il Settecento
Durante il secolo dei lumi, il Settecento, viene introdotto l'uso di nuovi tipi di mobili; ciò è dovuto al mutare dello stile di vita delle famiglie e all'allargamento delle possibilità economiche.
Queste nuove esigenze emergono per prime in Francia e si diffondono dalle corti reali agli strati emergenti della borghesia. consoles, cassettiere, mobili d'angolo e scrivanie non sono solo mobili innovativi, ma anche più leggeri ed eleganti.
In quello che viene definito, per la metà del XVIII secolo, il tempo del Rococò (che si sviluppa nell'ambito dello stile Luigi XV dal nome del Re francese), emergono in Italia centri di produzione con vivaci e affermate botteghe di maestri artigiani: gli ebanisti genovesi eredi dei Maragliano, Pietro Piffetti a Torino, i seguaci di Andrea Brustolon a Venezia, e tanti altri nomi di maestri artigiani, più o meno noti, chiamati ad abbellire e dar lustro alle varie Corti italiane.

### Neoclassicismo
Sicuramente in Italia il principale mobiliere ed ebanista del periodo, fu Giuseppe Maggiolini, operante a cavallo tra i secoli XVIII e XIX, prima per la corte milanese degli Asburgo, poi per Napoleone e altre corti europee, come ad esempio la Polonia. Egli viene considerato "Maestro ebanista e d'intarsio", ma è più corretto parlare di lui, solo per la prima disciplina, poiché in ebanisteria si utilizzano soltanto legni pregiati, mentre nell'intarsio vi si affiancano altri materiali, come avorio od osso. Maggiolini utilizzava svariati tipi di legno per realizzare decorazioni, trame e disegni, ad ornare i suoi mobili; pare inoltre che sia stato proprio lui ad inventare il tavolo da letto in seguito ad un periodo d'influenza dell'Arciduchessa Maria Beatrice d'Asburgo.

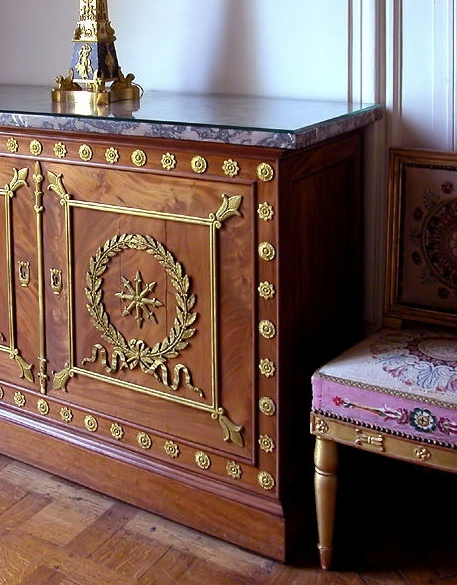
Commode in stile Impero

Unitamente alle botteghe lombarde influenzate dalla fama acquisita dal Maggiolini, nell'ultimo quarto del XVIII secolo e durante l'Impero di Napoleone I prosperarono altri centri e maggior fama acquisirono quelli ove aveva collocato alcuni membri della sua famiglia: la corte fiorentina con gli ebanisti Francesco Spighi e Giovanni Socci, Siena con il mobilio realizzato sui disegni di Agostino Fantastici, Lucca dove oltre alla fiorente bottega di Pietro Massagli, Paolina Bonaparte aveva fatto venire dalla corte del fratello ebanisti francesi e la corte napoletana di Gioacchino Murat. Unica eccezione di rilievo (libera dall'influenza della committenza napoleonica) fu senz'altro la bottega torinese di Giuseppe Maria Bonzanigo, grande ebanista alla corte dei Savoia.

### L'Ottocento
Con la caduta di Napoleone anche gli stili si susseguono ad ondate successive: dalla Restaurazione al Carlo X, al Biedermeier austriaco, al Luigi Filippo, alla riscoperta del gotico e del rinascimento. Da ultimo, lo stile Eclettico cercò di recuperare e citare vecchi stili combinandoli insieme.
Lo scorrere di tanti stili viene, nell'Ottocento, accompagnato da una vera e propria rivoluzione tecnica e produttiva. La grande richiesta di mobili causa il parziale superamento della bottega artigiana verso una vera e propria industria del mobile e una suddivisione dei compiti tra chi disegna, costruisce e propone i mobili.
È il caso di Herny Thomas Peters, che trasferitosi dall'Inghilterra nel 1817 a Genova vi aprirà una bottega semi industriale: introdurrà le macchine nella lavorazione del legno, riuscendo a mantenere un'ottima qualità esecutiva. Il suo successo, seguito a ruota da altri casi simili sparsi in tutta Italia, segnò il declino inarrestabile della bottega artigiana tradizionale.

### Il Novecento
Tra la fine dell'Ottocento e i primi anni del Novecento si affermano gli stili Floreale e dell'Art Déco; quest'ultima si protrae per buona parte della prima metà del secolo combinando vari stili.
Dal 1960 inizia a diffondersi lo stile lineare e razionale dei mobili cosiddetti svedesi, progettati e prodotti da architetti per lo più dei paesi nordici dell'Europa: danesi, norvegesi, svedesi.
Si diffonde sempre più anche l'impiego dei materiali più svariati quali: acciaio, plastica, vinile.

## Gli stili dei mobili italiani
In Italia gli stili si possono catalogare come dalla tabella seguente:

### Tabella cronologica approssimativa in Italia
| periodo           | stile                                                          |
| ----------------- | -------------------------------------------------------------- |
| da 1400 a 1450    | Gotico internazionale                                          |
| da 1450 a 1490    | Primo Stile Rinascimento                                       |
| da 1490 a 1530    | Pieno Rinascimento                                             |
| da 1530 a 1600    | Manierismo e transizione al Barocco                            |
| da 1600 a 1700    | Barocco                                                        |
| da 1700 a 1740    | Barocchetto                                                    |
| da 1740 a 1775    | Rococò                                                         |
| da 1775 a 1795    | Inizio del Neoclassicismo                                      |
| da 1795 a 1805    | Stile Direttorio                                               |
| da 1805 a 1815    | Stile Impero                                                   |
| da 1815 a 1830 ca | Stile Restaurazione e Stile Carlo X Fine del Neoclassicismo    |
| da 1830 a 1850    | Stile Luigi Filippo                                            |
| da 1850 a 1880    | Stile secondo Impero o Pieno Ottocento e Neogotico             |
| da 1880 a 1900    | Stile Neorinascimentale allo stile Floreale e Liberty Italiano |
| da 1900 a 1925    | Liberty                                                        |
| da 1925 a -       | tendenze varie ispirate all'Art Déco                           |

## Gli stili dei mobili in Francia
In Francia gli stili si possono catalogare:

### Tabella cronologica Francia
| periodo           | stile                              |
| ----------------- | ---------------------------------- |
| da 1400 a 1450    | Gotico internazionale              |
| da 1450 a 1515    | Gotico internazionale              |
| da 1515 a 1547    | Transizione e Francesco I          |
| da 1547 a 1610    | Renaissance                        |
| da 1610 a 1643    | Luigi XIII                         |
| da 1643 a 1715    | Luigi XIV                          |
| da 1715 a 1722    | Reggenza                           |
| da 1722 a 1774    | Luigi XV                           |
| da 1774 a 1792    | Luigi XVI                          |
| da 1792 a 1804    | Convenzione, Direttorio, Consolato |
| da 1804 a 1815    | Napoleone I o Primo Impero         |
| da 1815 a 1824    | Restaurazione                      |
| da 1824 a 1830    | Carlo X                            |
| da 1830 a 1852    | Luigi Filippo                      |
| da 1852 a 1870    | Napoleone III o Secondo Impero     |
| da 1870 a 1910 ca | Eclettico                          |
| da 1890 a 1915    | Art Nouveau                        |
| da 1919 a 1930    | Art Deco                           |

## Lo stile Shakers dei mobili negli Stati Uniti
Credenze particolari del puritanesimo degli Shakers hanno sviluppato anche un proprio stile a tema puritano non solo nell'abbigliamento ma anche nell'arredamento, in questo ultimo caso spogliato di qualsiasi tipo di aggiunte decorative . A lungo considerati puramente utilitaristi, i mobili degli Shakers negli ultimi anni hanno attirato l'attenzione di molti designer negli Stati Uniti che vedono in anteprima del minimalismo attuale. Negli Stati Uniti, gli Shakers sono principalmente conosciuti per questo motivo, molto più che per le loro opinioni religiose, e i loro mobili d'epoca sono venduti a prezzi molto elevati e ricercati soprattutto da esperti del mondo del design e dell'antiquariato.

## Materiali utilizzati
I primi materiali utilizzati furono dei vegetali (rami degli alberi, giunco, steli) per produrre contenitori o tavoli, oppure, pietra per sedili e tavoli.
In seguito, il miglioramento delle tecniche di lavorazione del legno, vide l'utilizzo di tale materiale come principale componente per la costruzione dei mobili.

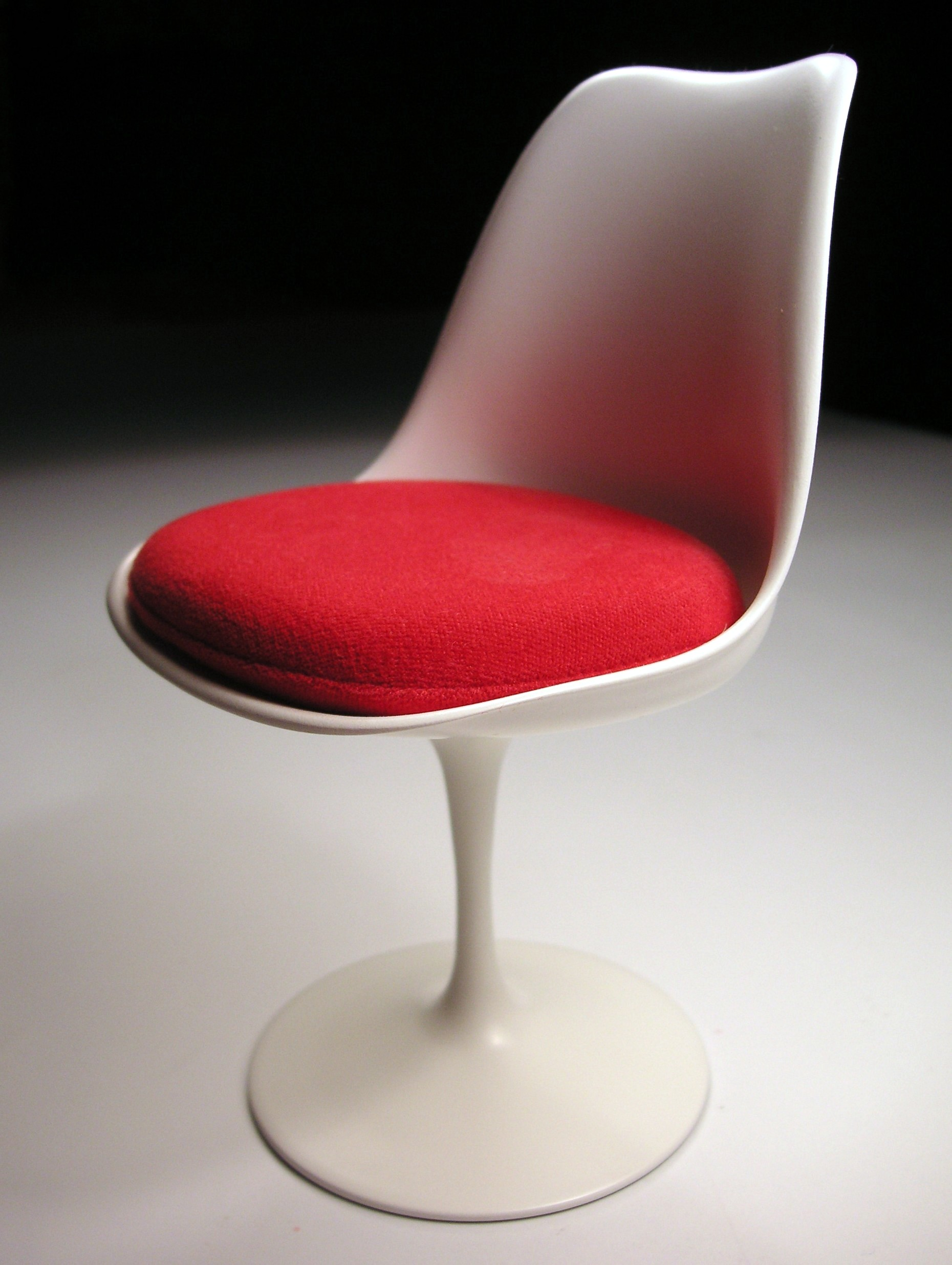
Sedia a tulipano in plastica bianca

Si conoscono mobili costruiti nei materiali più disparati quali:
- Legno/legni
- Pietra, marmi e graniti
- Ferro e metalli
- Minerali quali gesso, calce, cemento
- Vetro
- Ceramica
- Cuoio, ossa e pelli di animali, avorio
- Materie naturali quali giunco o rattan, midollino, vimini, bambo
- Materie plastiche (dalla loro invenzione nei tempi moderni)

o la combinazioni di alcuni di essi.

## Tecniche di lavorazione

### Scultura - Intaglio
La scultura del legno sottostava alle stesse regole di quella della pietra; gli strumenti utilizzati erano scalpelli, sgorbie, punteruoli, puntoni, mazzuoli e poteva essere:
- intaglio piatto o champlevé: consiste nello scavare il fondo e lasciare in rilievo il disegno piatto che veniva rifinito con punzonatura, stucco e ferro rovente

- intaglio basso, mezzo, alto rilievo: definito in relazione della differenza dei vari piani del disegno; le figure erano successivamente modellate sui contorni assumendo tridimensionalità

- a tutto tondo: la figura viene totalmente scolpita in modo che risulti leggibile da tutte le direzioni.

### Intarsio
La tecnica dell'intarsio (dall'arabo "tarsi" che significa "connettere" ovvero mettere insieme tessere di materiale diverso in modo da ottenere decorazioni geometriche o naturalistiche) sono numerose:
- alla certosina si utilizza ebano, avorio, osso, madreperla, tartaruga ridotti in piccoli pezzi poligonali che successivamente venivano montati a rilievo sulle tavole ottenendo disegni policromi
- geometrico listelli di varie essenze e sezioni incollati fra loro (detto toppo) e successivamente tagliati nella sezione trasversale per ottenere effetti geometrici
- pittorico si utilizzano i disegni dei pittori cercando di imitarne i colori; per ottenere ciò si tingono le essenze facendole bollire con essenze vegetali
- prospettico ispirato alla pittura contemporanea ne adotta la tecnica creando trompe d'oeil di finestre aperte sul paesaggio opere ante di armadi aperte con esposizione del contenuto

### Colorazione
La coloritura utilizza le essenze che naturalmente sono basi per determinate tinte:
| ciliegio, pero                       | rossi o rosati |
| mandorlo, bosso, limone, noce biondo | gialli         |
| agrifoglio, acero                    | bianchi        |
| noce, quercia                        | bruni          |
| quercia affogata                     | neri           |
| ebano (dopo il 1500)                 | neri           |

L'essenza che meglio si presta ad essere tinta risulta essere l'acero.
Per ottenere le ombreggiature si usava un ferro rovente o si immergeva il legno in sabbia rovente.

### Pittura e doratura
La pittura dei mobili utilizza la tecnica della pittura su tavola ed a grandi linee si operava in questo modo:
- Stagionatura delle tavole e loro giunzione con cavicchi e linguette
- Impannatura, che consiste nella posa sulle tavole di un panno imbevuto di un miscuglio di gesso e colla animale; stesura successiva di più mani dello stesso miscuglio ed infine levigatura a secco con pelle di pescecane o simili.
- Disegno con la tecnica a mano libera con carboncino od argilla rossa oppure con la tecnica dello spolvero (posare un foglio disegnato e forato densamente sulle linee del contorno del disegno e tamponare con polvere di fuliggine. Quest'ultima marcherà il gesso con una sottile linea nera).
- Pitturazione della base gessosa con pigmenti minerali e vegetali.

Per la doratura:
- Modellazione dei rilievi (bassorilievi a "pastiglia" e intaglio, altorilievi a intaglio) della zona destinata alla doratura
- Preparazione simile quella descritta per la pittura con finitura a Bolo d'Armenia.
- Applicazione con tecnica ad acqua (a guazzo) o a "missione" di una sottilissima lamina d'oro zecchino.
- Brunitura a secco con dente di cane o lupo o pescecane o pietra d'agata

Sia per la pittura che per la doratura la finitura avveniva con vari tipi di vernice o con cera d'api od olio di lino.

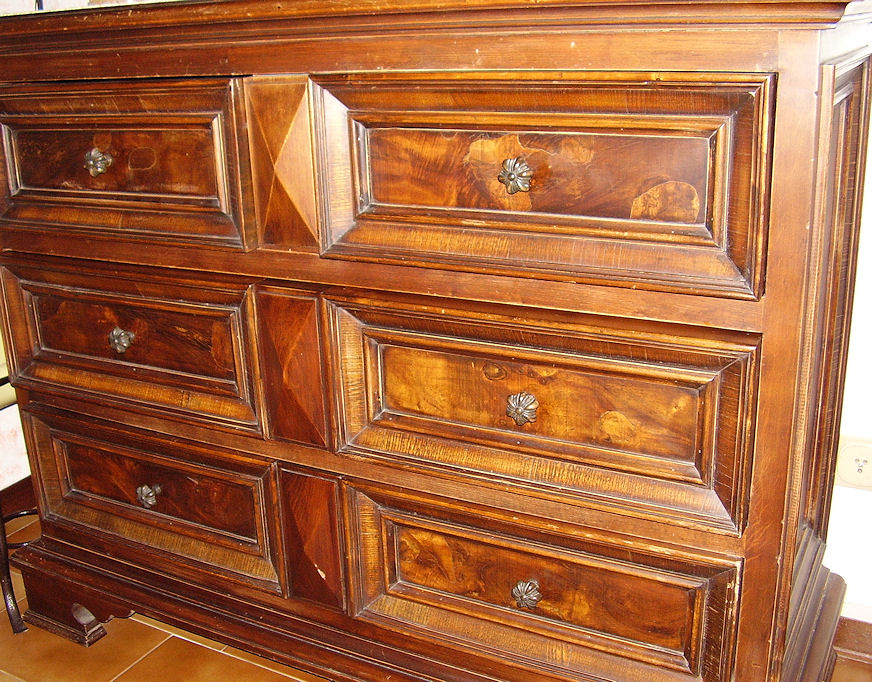
Vecchio mobile in legno massiccio

### Motivi tipici dello stile
- alternanza di quadrati e tondi nel cui interno si trovano rosette
- semirosette inscritte in semicerchi
- zoccoli e cornici abbelliti da baccelli e godroni
- intaglio di dentelli posizionati sotto i piani
- palmette e drappeggi incorniciavano volti femminili
- stemmi nobiliari
- al centro delle specchiature in funzione di pomelli intagli a godrone e rosoni

## La funzione deldesign
La progettazione di un mobile, specie se di stile innovativo o ricercato, ha sempre rivestito grande importanza. Grandi disegnatori e grandi architetti hanno disegnato i più bei mobili che conosciamo.
È però dalla fine degli anni cinquanta del Novecento che i designer sono diventati sempre più presenti, importanti e necessari ad un'industria del mobile che, pur realizzando una produzione di massa, punta ad un prodotto e ad un'immagine di qualità.
La funzione del design nella progettazione di un mobile deve sottendere a:
- Analizzare e realizzare la funzione
- Massimizzare l'ergonomia
- Innovare nello stile
- Innovare nei materiali
- Massimizzare la qualità
- Incorporare l'industrializzazione
- Veicolare un'immagine positiva o gratificante
- Valutare i costi.

In Italia, si è affermato - anche a livello internazionale - uno stile, un'industria e vari "designers" che hanno dato corpo e lustro ad un settore caratterizzato da punti di concentrazione produttiva localizzata in alcune aree:

### Brianza
Il territorio brianzolo legato alla filiera del mobile si divide in tre parti: la prima è la Comasca che comprende sia il famoso centro di Cantù sia Arosio, Cabiate, Inverigo e Mariano Comense.
La seconda è la Brianza mobiliera ex Milanese con Lissone, Barlassina, Bovisio-Masciago, Briosco, Cesano Maderno, Desio, Giussano, Lentate sul Seveso, Limbiate, Macherio, Meda, Seregno, Seveso, Verano Brianza. Dopo il 1967 Lissone da importante Centro di produzione Italiano del Mobile artigianale, diventa Centro Europeo dell'Arredamento. Non solo una città esposizione di prodotti brianzoli, ma provenienti anche dalle altre regioni italiane, dall'Europa e dagli altri continenti.
La terza è la Brianza dei settori ‘collaterali’ a quello più propriamente mobiliero. Il loro fulcro è nel Meratese: il tessile d'arredamento (Costa Masnaga dal 1800) e quello della meccanica-plastica (Osnago).

### Veneto
In particolare con Bovolone, Cerea, Bassa Veronese, Bassano del Grappa, Conegliano e Pieve di Soligo.

### Friuli-Venezia Giulia
Varie aree

### Valdelsa
Con Poggibonsi; Valdera con Ponsacco, Cascina.

### Provincia di Pistoia
A Quarrata vengono prodotti mobili fino dagli anni '20 del Novecento, tanto che prende l'appellativo dei "Città del mobile". La zona di Quarrata è conosciuta in particolare per la produzione di divani imbottiti o divani scorniciati, di alto livello qualitativo che vengono esportati in tutto il mondo.